# (100627) 1997 UD3
(100627) 1997 UD3 es un asteroide perteneciente al cinturón de asteroides, descubierto el 19 de octubre de 1997 por el equipo del Observatorio Astronómico de Farra d'Isonzo desde el Observatorio Astronómico de Farra d'Isonzo, Farra d'Isonzo, Italia.

## Designación y nombre
Designado provisionalmente como 1997 UD3.

## Características orbitales
1997 UD3 está situado a una distancia media del Sol de 2,726 ua, pudiendo alejarse hasta 3,162 ua y acercarse hasta 2,291 ua. Su excentricidad es 0,159 y la inclinación orbital 8,009 grados. Emplea 1644,54 días en completar una órbita alrededor del Sol.
Los próximos acercamientos a (88) Thisbe producirán el 5 de febrero de 2065.

## Características físicas
La magnitud absoluta de 1997 UD3 es 15,4.